# Biggenkruid
Biggenkruid (Hypochaeris) is een geslacht uit de composietenfamilie (Compositae of Asteraceae). In België en Nederland kwamen/komen drie soorten voor:
- Gevlekt biggenkruid (Hypochaeris maculata) (in Nederland uitgestorven)
- Gewoon biggenkruid (Hypochaeris radicata)
- Glad biggenkruid (Hypochaeris glabra)

## Ecologie
De solitaire bijen Halictus quadricinus, koolzwarte zandbij, pluimvoetbij, Texelse zandbij en tronkenbij bestuiven de planten uit dit geslacht.